# Langenwang
Langenwang là một đô thị thuộc huyện Mürzzuschlag bang Steiermark, nước Áo. Đô thị Langenwang có diện tích 76,07 km², dân số thời điểm cuối năm 2008 là 637 người.